# Credimi
Credimi (Please Believe Me) è un film statunitense, diretto nel 1950 da Norman Taurog.

## Trama
Alison, graziosa ragazza inglese, eredita una vasta tenuta agricola in Texas e parte per gli Stati Uniti per prenderne possesso. Durante il viaggio conosce tre giovani: Jeremy, ricco industriale, il suo giovane legale Matthew, e Terence, giocatore indebitato che vede in un ricco matrimonio l'unico sbocco per la sua salvezza. Tutti e tre le fanno la corte. Jeremy le lascia intendere di essere proprietario del ranch confinante con il suo; l'industriale teme di cadere nelle reti di un'avventuriera e, appena arrivato in Texas, va a informarsi sul possedimento della giovane. Alison alla fine sceglie Matthew, il solo che è stato sincero e il solo che lei sente di amare.